# Kátia Lopes
Kátia Andreia Caldeira Lopes; znana jako Kátia (ur. 13 lipca 1973 w Rio de Janeiro), brazylijska siatkarka, reprezentantka kraju, rozgrywająca. W 2000 r. w Sydney zdobyła brązowy medal olimpijski.